# John Finlay (Politiker, 1837)

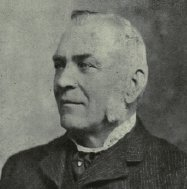
John Finlay (1906)

John Finlay (* 22. April 1837 in Dummer Township im Peterborough County in Kanada; † 13. November 1910 ebenda) war ein kanadischer Politiker irischer Abstammung.
Nach seiner schulischen Ausbildung wurde Finlay Fabrikant. Nachdem er zunächst Reeve in Norwood war, wurde er Ratsmitglied im Peterborough County. Bei den Parlamentswahlen von 1904 wurde er für den Wahlbezirk Peterborough East in der Provinz Ontario in das kanadische Unterhaus gewählt. Finlay war Mitglied der Liberalen Partei Kanadas. Er trat bei den Parlamentswahlen von 1908 nicht erneut an. Zwei Jahre später starb er. Er wurde auf dem Norwood-Asphodel Cemetery begraben.
Finlay der Sohn von John Finlay und seiner Frau Mary Mulholland. Er war mit Mary Ann Wilson verheiratet und hatte vier Kinder.

## Weblink
- John Finlay Biographie des Parlament von Kanada